# Constancio S. Suárez
Constancio S. Suárez war ein mexikanischer Dramatiker aus Oaxaca zu Beginn des 20. Jahrhunderts. Er arbeitete im Verlag von Antonio Vanegas Arroyo mit José Guadalupe Posada zusammen und erlangte vor allem durch die gemeinsamen Werke nationale Berühmtheit.

## Werk
Constancio S. Suárez war im Verlag von Antonio Vanegas Arroyo zuständig für die Erstellung von regierungskritischen Texten, die sich gegen die mexikanische Obrigkeiten und insbesondere den damaligen Präsidenten Porfirio Díaz richteten. Viele dieser Texte von Constancio S. Suárez wurden von José Guadalupe Posada illustriert. Das Lebenswerk von Constancio S. Suárez ist eng mit der Mexikanischen Revolution verknüpft.
Einige seiner Werke sind in der Zeitschrift Tramoya der Universität Veracruz nachgedruckt worden und sind online verfügbar.
- El cura Hidalgo o El glorioso grito de Independencia, Tramoya 3 (1985)
- Los muertos antes de muertos, Tramoya 49 (1996)
- El sacrificio de Isaac und Caín y Abel, Tramoya 51 (1997)
- Nueve obras en un acto, Tramoya 70 (2002)